# Raión de Teofipol
Raión de Teofipol (en ucraniano: Теофіпольський район) es un antiguo raión o distrito de Ucrania en el óblast de Jmelnitski. 
Comprende una superficie de 716 km².
La capital fue la ciudad de Teofipol.

## Demografía
Según estimación 2010 contaba con una población total de 28432 habitantes.

## Otros datos
El código KOATUU fue 6824700000. El código postal 30600 y el prefijo telefónico +380 3844.